# Mykyta Nesterenko
Mykyta Wałentynowicz Nesterenko (ukr. Микита Валентинович Нестеренко; ur. 15 kwietnia 1991 w Dniepropietrowsku) – ukraiński lekkoatleta specjalizujący się w rzucie dyskiem oraz pchnięciu kulą.
W 2007 w Ostrawie podczas mistrzostw świata kadetów zdobył złoty medal w konkursie rzutu dyskiem. Brązowy medalista mistrzostw świata juniorów z Bydgoszczy (2008), złoty – mistrzostw Europy juniorów (Nowy Sad 2009), srebrny – młodzieżowych mistrzostw Europy (Ostrawa 2011). Ma na swoim koncie także złoty medal Europejskiego Festiwalu Młodzieży (Belgrad 2007). Stawał na podium pucharu Europy w rzutach w kategorii młodzieżowców. W pchnięciu kulą jego największym osiągnięciem jest srebrny medal mistrzostw Europy juniorów (Nowy Sad 2009).
Podczas igrzysk olimpijskich w Londynie (2012) zajął 34. miejsce w eliminacjach z wynikiem 59,17 i nie awansował do finału. W 2016 podczas igrzysk w Rio de Janeiro uplasował się na 23. miejscu w eliminacjach i ponownie nie awansował do konkursu finałowego.

## Rekordy życiowe
- rzut dyskiem (2,000 kg) – 66,23 (25 czerwca 2016, Kijów)
- rzut dyskiem (1,750 kg) – 70,13 (24 maja 2008, Halle) rekord świata juniorów
- rzut dyskiem (1,500 kg) – 77,50 (19 maja 2008, Kijów) rekord świata juniorów młodszych
- rzut dyskiem (1,000 kg) – 81,22 (10 czerwca 2006, Wilno) rekord świata juniorów młodszych
- pchnięcie kulą (6 kg) – 20,80 (24 marca 2009, Jałta) juniorski rekord Ukrainy
- pchnięcie kulą (5 kg) – 22,44 (20 maja 2008, Kijów)
- rzut dyskiem (hala) – 61,14 (12 lutego 2009, Mustasaari)
- pchnięcie kulą (hala) – 18,97 (27 stycznia 2009, Zaporoże)